# ARD-Ratgeber
Der ARD-Ratgeber war ein von 1971 bis 2014 von den verschiedenen Fernsehsendern der ARD für das Gemeinschaftsprogramm Das Erste produziertes Verbrauchermagazin. Das Verbrauchermagazin war in verschiedene Themenbereiche und Schwerpunkte aufgeteilt. Die ersten Ratgeber waren Technik, Geld, Gesundheit und Recht. Später kamen Auto und Verkehr, Bauen und Wohnen, Schule und Beruf, Heim und Garten, Essen und Trinken, Mode, Reise und Internet hinzu. Am 24. August 2014 wurden die Ratgeber schließlich nach über 40 Jahren eingestellt. Seit 25. August 2014 sendete Das Erste eine Zeit lang immer montags um 20:15 Uhr neue Ratgeber-Formate unter dem Titel Montags-Check im Ersten.
Die verschiedenen ARD-Ratgeber liefen im Ersten jeweils am Wochenende abwechselnd am Samstag- oder Sonntagnachmittag.

## Ratgeber
Folgende Ratgeber wurden gesendet:
| Ratgeber               | Produzierende(r) Sender          | Erstausstrahlung | Eingestellt   |
| ---------------------- | -------------------------------- | ---------------- | ------------- |
| Auto – Reise – Verkehr | SR und SWR                       | 15. Juli 2012    | 17. Aug. 2014 |
| Auto + Verkehr         | SWR                              | 9. Feb. 1975     | 12. Mai 2012  |
| Bauen + Wohnen         | WDR                              | 4. Okt. 1997     | 24. Juni 2012 |
| Geld                   | BR                               | 10. Jan. 1971    | 2. Aug. 2014  |
| Gesundheit             | BR und RBB                       | 24. Jan. 1971    | 23. Aug. 2014 |
| Haus + Garten          | WDR                              | 8. Juli 2012     | 24. Aug. 2014 |
| Heim + Garten          | WDR                              | 5. März 1983     | 13. Mai 2012  |
| Internet               | WDR                              | 20. Aug. 2011    | 19. Juli 2014 |
| Mode                   | aktion.tv, Jürgen Lossau, für SR | 7. Okt. 1995     | 1999          |
| Recht                  | SWR                              | 17. Jan. 1971    | 9. Aug. 2014  |
| Reise                  | SR                               | 1982             | 10. Juni 2012 |
| Technik                | NDR                              | 3. Jan. 1971     | 24. Sep. 2011 |

Der Ratgeber: Technik war die älteste Sendung in der Reihe und laut produzierendem NDR das am häufigsten ausgezeichnete Verbrauchermagazin der Welt. Erste Moderatorin war Lea Rosh. Der Ratgeber: Technik wurde am 24. September 2011 zum letzten Mal in Form einer Sondersendung ausgestrahlt; der Ratgeber: Internet übernahm den Sendeplatz.
Im Juli 2012 wurden die Ratgeber Heim + Garten und Bauen + Wohnen zum Ratgeber: Haus + Garten zusammengefasst sowie die Ratgeber Auto+Verkehr und Reise zum Ratgeber: Auto – Reise – Verkehr.
Im Februar 2017 wurde Ratgeber Haus & Garten im Titelschutzanzeiger Heft-Nr.: 1313 – Woche: 8 – Jahr: 2017 angezeigt.

## Sendungen im Internet
Die Ratgeber Sendungen standen nach Ausstrahlung 365 Tage lang in der Mediathek des Ersten als Video-on-Demand kostenlos zum Abruf bereit.